# Ethadophis akkistikos
Ethadophis akkistikos är en fiskart som beskrevs av Mccosker och Böhlke, 1984. Ethadophis akkistikos ingår i släktet Ethadophis och familjen Ophichthidae. IUCN kategoriserar arten globalt som otillräckligt studerad. Inga underarter finns listade i Catalogue of Life.